# Gorgs de Santa Càndia
Els Gorgs de Santa Càndia són uns gorgs de la riera de Carme situats a Santa Càndia, al terme municipal anoienc d'Orpí. El gorg més destacat és el Gorg del Diable.
Se situen sota la serra de Can Feixes, a l'inici de la riera de Carme, que forma un seguit d'engorjats que baixen fent cascades i ràpids que excaven profunds pèlags a la llosa. La formació d'aquests talls geològics ha estat conseqüència d'un llarg procés erosiu que han acabat creant un esglaonat de petites cascades, basses i canals d'aigua. El desnivell és abrupte. Els gorgs estan envoltats de bosc. Les aigües de la riera són netes perquè són essencials pels molins paperers de la zona.
Els Gorgs de Santa Càndia són un indret habitual dels practicants d'espeleologia. El lloc ha estat massificat els estius, fet que ha provocat que s'hi hagin produït actes incívics, principalment pintades i abandonament incontrolat d'escombraries. Per les actituds incíviques i per l'incompliment de les mesures adoptades per la pandèmia de coronavirus, durant l'estiu de 2020 s'hi prohibí el bany als gorgs sota risc de sanció per part dels Agents Rurals, l'Ajuntament d'Orpí i els veïns de Santa Càndia, i s'hi contractà un agent cívic per informar-ho als visitants. Els Mossos denunciaren dues persones per incomplir aquesta normativa.